# 兒童的性
兒童的性，包括兒童對性方面的心理感受，身體經驗及身心發展狀況。兒童乃至青少年的性研究是一個在社會上受到激烈爭論的議題。歷史上除了備受爭議的金賽報告（尤其是對於他們在兒童性經驗上的發現）之外，就沒有其他充分討論適齡與正常的兒童性研究報告。主要原因是社會禁忌。
成年人與兒童或青少年間的性行為一般被視為性犯罪如強姦、性騷擾、兒童性虐待等，為絕大多數國家法律所禁止。於是無論從法律、政治或道德角度出發，對兒時性經驗的實際調查始終過於激進冒險，無法獲得社會認可。

## 觀察
現在對於兒童性研究的知識大多來自觀察和研究者自己小時的回憶，而無法直接向兒童詢問來搜集資料，畢竟這些問題在這個社會上還算是個禁忌。而且，目前大眾除了對兒童性虐待關注之外，其他有關兒童性研究在1980至1990年代之間也幾乎沒有任何進展。
因此，兒童性經驗的研究與解釋便常因研究者身上含有的社會偏見所影響，像是社會一般認為兒童是沒有性慾的即是一例。間接搜集資料以及偏見使得研究的結論極不準確，而更大的困難在於，兒童性感受或經驗常不被大人所理解，或許是被解釋為無知的舉動或對自我身體的好奇。而且我們也不知道兒童的性經驗在統計上的模式，甚至因人類的性取向有許多不同的模式（如同性戀、性偏差），使得單一個統計模式並沒有太大的意義。
早期兒童身體經驗
有關早期兒童身體經驗的性研究，根據1950年代提出的金賽報告，兒童出生5個月後就有能力體會生理性反应。金賽也觀察到，在三歲的小孩子當中，女孩子會比男孩子更頻繁地撫弄生殖器。在精神分析学，兒童時期對生殖器撫弄（genital play）並非青春期或成年人自體性慾的性刺激（autoerotic stimulation）－不是自慰（masturbation）。，這大概是因為女生比男生的運動功能發展得更早。
愛慕與幻想
內心特別對某人愛慕，一般來說多數對象為親戚或是喜愛的藝人甚至同學、同事，甚至暗戀或性幻想，不過由於發生的可能性不高，因此稱為「幻想」。

## 不同年齡的性生理經驗
早期兒童：零歲至五歲
自發性地對性有好奇心、感知，以及反應，直到他們被教導不可以這樣為止。
前青春期時期：十歲至青春期
此時期可能通過撫摸生殖器官獲得性快感，這種感覺能帶來心理與身體上愉快的經驗，屬正常之現象。有的人也可能會性交，体会性高潮。
中後期青少年

## 研究
研究員弗洛伊德·馬丁生寫道，因為兄弟姊妹之間必然的互相影響，相關游戏便會在他們當中出現。
社會學者戴维·芬克略在796名大學生的基礎上進行的研究表明，15%的女性，10%的男性會對自己的兄弟姐妹有不同程度的近親性交， 其中四分之一是虐待性的。在那10%-15%的人當中，又有40%是在8歲以前發生的。

## 外部連結
- 童年：性行為與暴力的一個文化研究（Childhood: A Cultural Study of Sexuality and Violence）
- 身體滿足與暴力之源（Body pleasure and the origins of violence） （页面存档备份，存于）
- 隨性長大（Growing Up Sexually）

## 註腳
1. ↑  .   [2013-01-22]. （原始内容存档于2017-04-08）.